# Scurry megye
Scurry megye az Amerikai Egyesült Államokban, azon belül Texas államban található. Megyeszékhelye és legnagyobb városa Snyder. Lakosainak száma 16 932 fő (2020. április 1.). Scurry megye Borden, Fisher, Howard, Mitchell, Nolan, Garza és Kent megyékkel határos.

## Népesség
A megye népességének változása:
| Lakosok száma | 16 956 | 16 891 | 17 117 | 17 302 | 17 615 | 16 932 |
|               | 2010   | 2011   | 2012   | 2013   | 2015   | 2020   |